# Jefferson Airplane
Jefferson Airplane («Джефферсон Эрплейн») — американская рок-группа из Сан-Франциско, пионеры психоделического рока, одна из культовых групп эпохи хиппи.
В 1960-е годы Jefferson Airplane была одной из самых востребованных и высокооплачиваемых рок-групп в мире. Они также отметились как группа, выступавшая на трёх из самых известных американских рок-фестивалях 1960-х годов — в Монтерее (1967), Вудстоке (1969) и Альтамонте (1969). Кроме того, они стали хэдлайнерами первого фестиваля на острове Уайт.
Их альбом 1967 года Surrealistic Pillow принёс группе международное признание. Две наиболее известные композиции из него, ставшие международными хитами — «Somebody to Love» и «White Rabbit» — вошли в список «500 величайших песен всех времён по версии журнала Rolling Stone».
Группа несколько раз возрождалась под именем Jefferson Starship, а затем просто Starship. Имя группы было занесено в Зал славы рок-н-ролла в 1996 году.

## История группы

### Образование группы
Jefferson Airplane была сформирована в Сан-Франциско летом 1965 года, появившись на волне бума на фолк-музыку, охватившего этот город в то время. Хотя группа считается сан-францисской, на самом деле из участников группы только Пол Кантнер был родом из этого города.
Основателем группы стал 23-летний вокалист Марти Балин, который вырос в Сан-Франциско и начал делать карьеру в качестве поп-исполнителя, сделав несколько записей под своим именем. Балин, вдохновлённый успехом групп, таких как The Byrds и Simon & Garfunkel, которые под влиянием музыки, принесённой Британским вторжением, стали смешивать фолк- и рок-музыку, решает создать группу, которая играла бы подобную «гибридную» музыку. Со своими друзьями он покупает закусочную, которую переоборудует в клуб The Matrix, и начинает искать музыкантов для своей группы.
В другом клубе Сан-Франциско Балин знакомится с Полом Кантнером, который играет фолк в разных проектах. Они начинают просматривать музыкантов для своей группы и приглашают в качестве совокалистки Сигни Андерсон, которая выступала в группе в течение года и участвовала в записи первого альбома, покинув группу в октябре 1966 года после рождения ребёнка.
Затем Кантнер приглашает в группу блюзового гитариста Йорму Кауконена, с которым познакомился в институте в 1962 году. Кроме того, в первоначальный состав группы вошли барабанщик Джерри Пелокуин (Jerry Peloquin) и Боб Харви (Bob Harvey).
Происхождение названия в точности не ясно. Так, «Jefferson Airplane» — это также сленговое название для спички, которая сломана пополам и используется для того, чтобы держать сигарету с марихуаной, когда та выкурена настолько, что её не удержать пальцами. Есть мнение, что название группы произошло от этого сленгового термина, но член группы Йорма Кауконен утверждает, что название придумал его друг Стив Тэлбот как насмешку над блюзовыми именами вроде «Blind Lemon» Jefferson.

### Начало деятельности
Своё первое выступление под названием «Jefferson Airplane» группа дала в клубе The Matrix 13 августа 1965 года. Данный клуб был отремонтирован и оформлен участниками группы, и в последующем в нём происходили их регулярные выступления. «Matrix» был показан в фильме Страх и ненависть в Лас-Вегасе.
Под влиянием таких мэтров жанра, как The Beatles, The Byrds и The Lovin' Spoonful, группа отошла от фолк-музыки и стала больше ориентироваться на электрическое звучание. Нераздельным элементом группы стали их легендарные световые шоу.
Через несколько недель из группы уходит Пелокуин, частично по причине его негативного отношения к тому, что другие участники группы употребляли наркотики. Вместо него в группу был взят Скип Спенс, а в октябре 1965 года Харви был заменён на Джека Кесиди, давнишнего приятеля Кауконена по Вашингтону.
Мастерство участников группы росло, качество их выступлений стремительно улучшалось, и в скором времени они становятся популярными в Сан-Франциско, не без помощи положительных рецензий известного музыкального критика Ральфа Глисона, который после одного из выступлений Jefferson Airplane назвал их «лучшей группой вообще». Положительные отзывы Глисона и удачные выступления группы в октябре 1965 года в Longshoremen’s Hall в Сан-Франциско помогли группе заключить контракт с RCA Victor, получив неслыханный по тем временам аванс в размере 25 тыс. долл.
Первым синглом группы стала песня Балина «It’s No Secret», на обратной стороне которого была записана песня «Runnin' Round The World», которая стала причиной первого конфликта группы с лейблом. После записи первого альбома Jefferson Airplane Takes Off в марте 1966 года группу покидает Скип Спенс, который был заменён на Спенсера Драйдена.
Первый менеджер группы Мэтью Кац был уволен в августе, и вместо него менеджером группы становится сосед по комнате Балина Билл Томпсон. Именно он убедил Глисона посмотреть выступление группы в Longshoreman’s Hall и затем благодаря Глисону сумел договориться об участии группы в фестивале народной музыки в Беркли и фестивале в Монтерее. В августе 1969 года группа принимала участие в знаменитом рок-фестивале Вудсток.

### Первый альбом
Дебютный альбом группы, который назывался Jefferson Airplane Takes Off, был выпущен в сентябре 1966 года. Несмотря на то, что группа ещё не выступала дальше окрестностей Сан-Франциско и не появлялись на телевидении, альбом привлёк внимание по всей стране и достаточно хорошо продавался, получив статус золотого. Изначально звукозаписывающая компания выпустила только 15 тыс. копий, однако только в Сан-Франциско было продано более 10 тыс. из них, что побудило лейбл сделать второе издание альбома, в которое, однако, были внесены изменения. В частности на переиздании отсутствовала песня «Runnin' Round This World», к словам которой у властей имелись претензии; в текстах двух других песен были изменены некоторые строки. В настоящее время первое издание альбома с оригинальными текстами является раритетным и оценивается коллекционерами в несколько тысяч долларов за пластинку.
Ушедшая из группы в октябре 1966 года Сигни Андерсон (в связи с рождением дочки) была заменена на Грейс Слик (Grace Slick), которая была хорошо известна участникам Airplane, так как она часто выступала с ними на одной сцене в составе группы The Great Society (группа поддержки Jefferson Airplane).
Приход Грэйс Слик в группу оказался важнейшим фактором её коммерческого успеха: её мощное контральто хорошо гармонировало с вокалом Балина и идеально подходило под музыку группы. Кроме того, её присутствие на сцене (а раньше она была моделью) производило впечатление само по себе.
Именно ранняя группа Грэйс Слик The Great Society записала первую версию будущего главного хита Jefferson Airplane — песню «Somebody to Love» (в первоначальном виде песня называлась «Someone to Love»). Однако понадобилось около 50 дублей и аранжировок, чтобы добиться подходящего звучания. Слик присоединилась к Jefferson Airplane после того, как группа выкупила её контрактные обязательства перед The Great Society за 750 долл.

### Коммерческий успех
На рубеже 1966-67 годов происходят три события, повлиявшие на рост популярности группы. Во-первых, в декабре 1966 года группа фигурирует в статье в журнале Newsweek. Во-вторых, вместо Томпсона менеджером группы становится Билл Грэм. Кроме того, в январе 67 года группа принимает участие в «прелюдии» к Лету любви — суточному музыкальному фестивалю Human Be-In.
Следующий альбом группы Surrealistic Pillow, записанный в феврале 1967 года за 8 тыс. долл., стал толчком к международной славе. Альбом держался в хит-парадах больше года, достигнув там третьего места. Альбом содержал две самых известных песни группы — «White Rabbit» и «Somebody to Love», которые достигли соответственно № 8 и № 5 в американском хит-параде, сделав Jefferson Airplane звёздами мировой величины и одной из самых популярных групп США.
В ранге звёзд они выступали на знаменитом Международном Поп-фестивале в Монтерее летом 1967 года — основном мероприятии Лета любви. Их песни попали в документальный фильм про этот фестиваль. Кроме того, «Самолёты» неоднократно попадают на телевидение в популярные музыкальные шоу.

### Изменение направления
Состав Jefferson Airplane оставался относительно стабильным с 1967 по 1970 годы. За этот период они записали пять альбомов и много гастролировали в США и Европе. Музыка группы тем не менее претерпела существенные изменения после Surrealistic Pillow. Основные влияния на новое направление группы были популярность и успех The Jimi Hendrix Experience и Cream, который побудил музыкантов Jefferson Airplane (как и многие другие группы), утяжелить звучание и сделать больший акцент на импровизацию.
Третий альбом группы After Bathing at Baxter's был выпущен 27 ноября 1967 года и в конце концов достиг своего максимума в чартах на 17 позиции. Обложку альбома создал художник Рон Кобб (англ. Ron Cobb). На ней изображён навеянный творчеством Хита Робинсона летательный аппарат (построенный около идеализированного варианта типового дома района Хейт-Эшбери) парящий над хаосом американской коммерческой культуры.
Запись длилась более четырёх месяцев, практически без участия номинального продюсера Эла Шмитта, новый альбом продемонстрировал растущее увлечение группы психоделическим роком. Если предыдущая пластинка состояла целиком из песен стандартной длины, то на новой преобладали долгие многочастные сюиты, а один трек («A Small Package of Value Will Come To You Shortly») представлял собой акустический коллаж, вдохновлённый авангардными творениями Фрэнка Заппы на четвёртой стороне его пластинки Freak Out! На этом альбоме основными сочинителями стали Кантнер и Слик, наряду с снижением влияния и участия основателя Марти Балина, который становится всё более разочарованным «звёздными поездками» («star trips») и завышенным самомнением, вызванным громким успехом группы.
Альбом ознаменовал конец недолгого периода успеха синглов групп в чартах. В то время как «White rabbit» и «Somebody to love» попали в американский Топ-10, «The Ballad of You and Me and Pooneil» достигла 43-й позиции, а «Watch Her Ride» добралась только до 61-й. Ни один из последующих синглов группы не попал в Топ-40, а несколько не попали в чарты вообще. Несмотря на это, Jefferson Airplane продолжает пользоваться значительным успехом, как «альбомная» группа. В период с 1967 по 1972 годы они создали 7 альбомов, попавших в Top 20 в США, а Surrealistic Pillow и Crown of Creation попали в Топ-10.
Последнее турне группы было омрачено происшествием в Огайо — полиция, находившаяся «на взводе» из-за сообщений о заложенной в здании бомбе, после оскорбительного выкрика одного из техников группы применила силу к Кантнеру, Слик и Кэсэди (последний был арестован); разъярённые фанаты группы были разогнаны слезоточивым газом. Своё последнее выступление Jefferson Airplane дал 22 сентября 1972 года, фактически ознаменовавшее роспуск группы, несмотря на то, что официального заявления об этом не было.

### Поздние годы
В 1989 году Jefferson Airplane воссоединились, выпустив одноимённый альбом при участии Балина, Кауконена, Кантнера, Касади и Слик, а также барабанщика Кенни Ароноффа и нескольких дополнительных приглашённых музыкантов. В поддержку релиза группа гастролировала с клавишником Тимом Горманом и гитаристами Рэнди Джексоном и Питером Кауконеном (братом Йормы).
Второе воссоединение состоялось в начале 1996 года, когда группа была включена в Зал славы рок-н-ролла при участии Балина, Касади, Драйдена, Картнера и Кауконена. Грейс Слик не смогла участвовать по причине травмы ноги. В 2016 году группа удостоилась премии Grammy Lifetime Achievement Award. С тех пор несколько участников умерли — Папа Джон Крич в 1994, Скип Спенс в 1999, Драйден в 2005, Джоуи Ковингтон в 2013, Андерсон и Кантнер в 2016 и Балин в 2018.

## Бывшие участники
- Пол Кантнер (Paul Kantner) — вокал, ритм-гитара (1965—1972, 1989, 1996; умер в 2016)
- Йорма Кауконен (Jorma Kaukonen) — соло-гитара, вокал (1965—1972, 1989, 1996)
- Марти Балин (Marty Balin) — вокал, ритм-гитара (1965—1971, 1989, 1996; умер в 2018)
- Сигни Толи Андерсен — вокал, перкуссия (1965—1966; умерла в 2016)
- Боб Харви[англ.] — бас-гитара (1965)
- Джерри Пелоквин — ударные (1965)
- Джек Касади[англ.] — бас-гитара, иногда гитара (1965—1972, 1989, 1996)
- Скип Спенс — ударные, перкуссия (1965—1966, умер в 1999)
- Грэйс Слик (Grace Slick) — вокал, клавишные, фортепиано, перкуссия (1966—1972, 1989)
- Спенсер Драйден[англ.] — ударные, перкуссия (1966—1970, 1996, умер в 2005)
- Папа Джон Крич  — скрипка, вокал (1970—1972, умер в 1994)
- Джоуи Ковингтон[англ.] — ударные, перкуссия, вокал (1970—1972, умер в 2013)
- Джон Барбата[англ.] — ударные, перкуссия (1972, умер в 2024)
- Дэвид Фридберг[англ.] — вокал, ритм-гитара (1972)
- Кенни Аронофф[англ.] — ударные, перкуссия (1989)
- Тим Горман[англ.] — клавишные (концертный участник; 1989)
- Рэнди Джексон[англ.] — ритм-гитара, клавишные (концертный участник; 1989)
- Питер Кауконен — ритм-гитара (концертный участник; 1989)

### Временная шкала
Оригинальный период
Реюнионы

## Дискография

### Студийные альбомы
- 1966 — Jefferson Airplane Takes Off
- 1967 — Surrealistic Pillow
- 1967 — After Bathing at Baxter’s
- 1968 — Crown of Creation
- 1969 — Volunteers
- 1971 — Bark
- 1972 — Long John Silver
- 1989 — Jefferson Airplane